# Hedyotis shenzhenensis
Hedyotis shenzhenensis là một loài thực vật có hoa trong họ Thiến thảo. Loài này được Tao Chen mô tả khoa học đầu tiên năm 2007.